# Kismargita
Kismargita (szerbül Банатска Дубица / Banatska Dubica, németül Klein Margit) település Szerbiában, a Vajdaságban, a Közép-bánsági körzetben, Torontálszécsány községben. A falu a trianoni békeszerződés előtt Torontál vármegye Alibunári járásához tartozott.

## Népesség
1910-ben  1144 lakosából 3 fő magyar, 3 fő német, 2  fő szlovák, 11 fő román, 2 fő horvát, 1123 fő szerb anyanyelvű volt. Ebből 19 fő római katolikus, 4 fő ág. hitv. evangélikus, 1121 fő görögkeleti ortodox vallású volt. A lakosok közül 499 fő tudott írni és olvasni, 70 lakos tudott magyarul.

## Jegyzetek

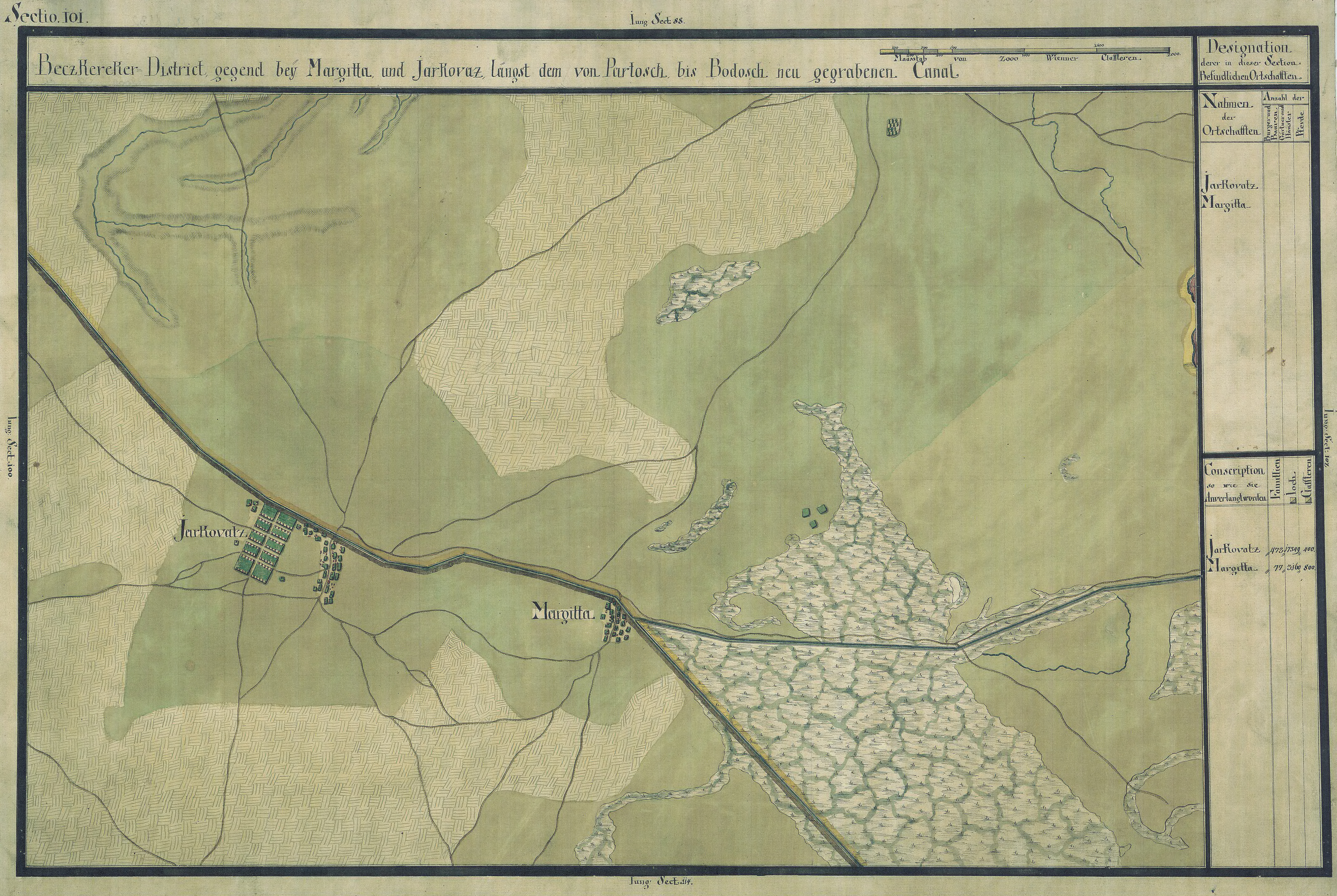
Kismargita egy régi térképen

### Demográfiai változások
| 1948 | 1953 | 1961 | 1971 | 1981 | 1991 | 2002 | 2011 |
| ---- | ---- | ---- | ---- | ---- | ---- | ---- | ---- |
| 896  | 936  | 847  | 660  | 566  | 507  | 428  | 324  |